# Abierto Mexicano de Tenis 2009 - Qualificazioni singolare maschile
Le qualificazioni del singolare maschile dell'Abierto Mexicano de Tenis 2009 sono state un torneo di tennis preliminare per accedere alla fase finale della manifestazione. I vincitori dell'ultimo turno sono entrati di diritto nel tabellone principale. In caso di ritiro di uno o più giocatori aventi diritto a questi sono subentrati i lucky loser, ossia i giocatori che hanno perso nell'ultimo turno ma che avevano una classifica più alta rispetto agli altri partecipanti che avevano comunque perso nel turno finale.
Le qualificazioni del torneo prevedevano 16 partecipanti di cui 4 sono entrati nel tabellone principale.

## Teste di serie
1. Daniel Köllerer (Qualificato)
2. Rubén Ramírez Hidalgo (Qualificato)
3. Olivier Patience (Qualificato)
4. Pablo Cuevas (Qualificato)

1. Horacio Zeballos (ultimo turno)
2. František Čermák (primo turno)
3. Miguel Ángel López Jaén (ultimo turno)
4. Łukasz Kubot (ultimo turno)

## Qualificati
1. Daniel Köllerer
2. Rubén Ramírez Hidalgo

1. Olivier Patience
2. Pablo Cuevas

## Tabellone

### Legenda
| - Q = Qualificato - WC = Wild card - LL = Lucky loser | - ALT = Alternate - SE = Special Exempt - PR = Protected Ranking | - w/o = Walkover - r = Ritirato - d = Squalificato |

### Sezione 1
|  | Primo turno | Primo turno          | Primo turno          | Primo turno | Primo turno |  |  | Ultimo turno | Ultimo turno    | Ultimo turno | Ultimo turno | Ultimo turno |  |
|  |             |                      |                      |             |             |  |  |              |                 |              |              |              |  |
|  | 1           | Daniel Köllerer      | Daniel Köllerer      | 6           | 6           |  |  |              |                 |              |              |              |  |
|  |             | Juan-Manuel Elizondo | Juan-Manuel Elizondo | 2           | 3           |  |  | 1            | Daniel Köllerer | 7            | 3            | 6            |  |
|  | 8           | Łukasz Kubot         | Łukasz Kubot         | 7           | 6           |  |  | 8            | Łukasz Kubot    | 5            | 6            | 3            |  |
|  |             | Oliver Marach        | Oliver Marach        | 5           | 3           |  |  |              |                 |              |              |              |  |

### Sezione 2
|  | Primo turno | Primo turno                | Primo turno                | Primo turno | Primo turno |  |  | Ultimo turno | Ultimo turno          | Ultimo turno          | Ultimo turno | Ultimo turno |  |
|  |             |                            |                            |             |             |  |  |              |                       |                       |              |              |  |
|  | 2           | Rubén Ramírez Hidalgo      | Rubén Ramírez Hidalgo      | 6           | 6           |  |  |              |                       |                       |              |              |  |
|  |             | Jose Gerardo Meza Paniagua | Jose Gerardo Meza Paniagua | 3           | 2           |  |  | 2            | Rubén Ramírez Hidalgo | Rubén Ramírez Hidalgo | 6            | 6            |  |
|  | 5           | Horacio Zeballos           | Horacio Zeballos           | 6           | 6           |  |  | 5            | Horacio Zeballos      | Horacio Zeballos      | 3            | 4            |  |
|  |             | Luis-Manuel Flores         | Luis-Manuel Flores         | 4           | 1           |  |  |              |                       |                       |              |              |  |

### Sezione 3
|  | Primo turno | Primo turno             | Primo turno             | Primo turno | Primo turno |  |  | Ultimo turno | Ultimo turno            | Ultimo turno            | Ultimo turno | Ultimo turno |  |
|  |             |                         |                         |             |             |  |  |              |                         |                         |              |              |  |
|  | 3           | Olivier Patience        | Olivier Patience        | 6           | 6           |  |  |              |                         |                         |              |              |  |
|  |             | Sebastian Rivera        | Sebastian Rivera        | 2           | 1           |  |  | 3            | Olivier Patience        | Olivier Patience        | 6            | 6            |  |
|  | 7           | Miguel Ángel López Jaén | Miguel Ángel López Jaén | 7           | 6           |  |  | 7            | Miguel Ángel López Jaén | Miguel Ángel López Jaén | 3            | 2            |  |
|  |             | José de Armas           | José de Armas           | 5           | 1           |  |  |              |                         |                         |              |              |  |

### Sezione 4
|  | Primo turno | Primo turno      | Primo turno   | Primo turno | Primo turno |  |  | Ultimo turno | Ultimo turno     | Ultimo turno     | Ultimo turno | Ultimo turno |  |
|  |             |                  |               |             |             |  |  |              |                  |                  |              |              |  |
|  | 4           | Pablo Cuevas     | Pablo Cuevas  | 6           | 6           |  |  |              |                  |                  |              |              |  |
|  |             | César Ramírez    | César Ramírez | 4           | 4           |  |  | 4            | Pablo Cuevas     | Pablo Cuevas     | 6            | 6            |  |
|  |             | František Čermák | 2             | 6           | 7           |  |  |              | František Čermák | František Čermák | 4            | 2            |  |
|  | 6           | Sebastian Decoud | 6             | 4           | 62          |  |  |              |                  |                  |              |              |  |